# Louis Huet Massue
Pour l’article homonyme, voir Massue.
Louis Huet Massue (3 novembre 1828-17 juin 1891) est un agriculteur et homme politique fédéral du Québec.

## Biographie
Né à Varennes dans le Bas-Canada, il fait ses études au Collège de Saint-Hyacinthe. Il sert également comme président du Conseil de l'agriculture du Québec.
Élu député du Parti libéral-conservateur dans la circonscription fédérale de Richelieu en 1878, il est réélu en 1882. Il ne se représente pas en 1887.